# Wet Hot American Summer
Wet Hot American Summer ist eine US-amerikanische Romantik-Komödie aus dem Jahr 2001. Der Film spielt am letzten Tag eines fiktiven Ferienlagers im Jahr 1981.
Der Film war bei seiner Veröffentlichung ein kommerzieller Fehlschlag, wurde aber später zu einem Kult-Film, da viele der Schauspieler heute eine große Bekanntheit innehaben.
Am 31. Juli 2015 veröffentlichte Netflix mit Wet Hot American Summer: First Day of Camp eine Prequel-Miniserie mit der Originalbesetzung, 2017 folgte eine Sequel-Serie mit dem Titel Wet Hot American Summer: 10 Jahre später.

## Handlung
Es ist der letzte Tag im Camp Firewood, einem jüdischen Ferienlager in der Nähe von Waterville (Maine), im Jahr 1981. Den Betreuern bietet sich eine letzte Chance für eine romantische Begegnung mit jemand anderem aus dem Camp. Der Tag findet seinen Höhepunkt in der Talentschau am Abend.
Wie immer hat Camp-Leiterin Beth alle Hände voll zu tun, im chaotischen Gewusel der Betreuer und Camper das Schlimmste zu verhindern. Währenddessen verliebt sie sich in Henry, einen Astrophysiker, der an einem College unterrichtet. Henry sieht sich dafür verantwortlich, das Camp vor einem herabfallenden Teil der NASA-Raumstation Skylab zu retten.
Coop, ein Betreuer, ist verknallt in Katie, eine weitere Betreuerin, doch um ihr Herz zu gewinnen, muss er ihren unausstehlichen Freund Andy ausstechen. Dabei bekommt er Hilfe von Gene, Veteran des Vietnamkrieges und Koch des Camps, der von einer sprechenden Gemüsekonservendose unterstützt wird.
Währenddessen versuchen Genes Küchenhilfe Gary und J.J. herauszufinden, warum McKinley noch nie mit einer Frau geschlafen hat. Der Grund ist, dass er in Ben verliebt ist, den er in einer Zeremonie am Seeufer heiratet. Außerdem versucht Victor seine Jungfräulichkeit mittels Abby loszuwerden und Susie und Ben geben ihr Bestes, um die beste Talentschau auf die Beine zu stellen, die Camp Firewood je gesehen hat.

## Kritik
Wet Hot American Summer erhielt ein eher schlechtes Presseecho, was sich auch in den Auswertungen US-amerikanischer Aggregatoren widerspiegelt. So erfasst Rotten Tomatoes überwiegend kritische Besprechungen und ordnet den Film dementsprechend als „Gammelig“ ein. Laut Metacritic fallen die Bewertungen im Mittel „Durchwachsen oder Durchschnittlich“ aus.

„Betont turbulente Sommerkomödie vor dem Hintergrund der 80er-Jahre, die alle Klischees des Genres bedient und fast zwanghaft Geschmacklosigkeiten aneinander reiht, die bis ins Makabre gesteigert werden.“

## Synchronisation
Die erste Synchronisation wurde im Erscheinungsjahr 2001 erstellt. Eine zweite Synchronfassung entstand 2015 bei der Berliner Synchron nach einem Dialogbuch und unter der Dialogregie von Frank Muth.
| Figur                                   | Darsteller         | Deutscher Sprecher    | Deutscher Sprecher (2. Version) |
| --------------------------------------- | ------------------ | --------------------- | ------------------------------- |
| Beth                                    | Janeane Garofalo   | Kerstin Draeger       | Sabine Mazay                    |
| Professor Henry Newman                  | David Hyde Pierce  | Robin Brosch          | Gerald Schaale                  |
| Gail von Kleinenstein                   | Molly Shannon      | Marina Krogull        | Silvia Mißbach                  |
| Andy                                    | Paul Rudd          | Sascha Draeger        | Norman Matt                     |
| Gene                                    | Christopher Meloni | Frank Röth            | Frank Röth                      |
| Gerald „Coop“ Cooperberg / Alan Shemper | Michael Showalter  | Andreas von der Meden | Frank Muth                      |
| Katie Finnerty                          | Marguerite Moreau  | Kristina von Weltzien | Natascha Geisler                |
| Victor Pulak                            | Ken Marino         | Christian Rudolf      | Gerrit Hamann                   |
| McKinley Dozen                          | Michael Ian Black  | Martin May            | Jan Makino                      |
| J.J.                                    | Zak Orth           | Matthias Hinze        | Tino Kießling                   |
| Gary                                    | A.D. Miles         | Tobias Pippig         | Roman Wolko                     |
| Aaron                                   | Gideon Jacobs      |                       | Jonas Schmidt-Foß               |
| Susie                                   | Amy Poehler        | Daniela Reidies       | Victoria Sturm                  |
| Ben                                     | Bradley Cooper     | Christian Stark       | Tobias Kluckert                 |
| Abby Bernstein                          | Marisa Ryan        | Stephanie Damare      | Maria Hönig                     |
| Steve                                   | Kevin Sussman      | Lutz Schnell          | Bernhard Völger                 |
| Lindsay                                 | Elizabeth Banks    | Debora Weigert        | Isabelle Schmidt                |
| Neil                                    | Joe Lo Truglio     | Leonhard Mahlich      | Jesco Wirthgen                  |